# فرد وود
فرد وود (بالإنجليزية: Fred Wood)‏ هو ممثل بريطاني (وحمل سابقاً جنسية المملكة المتحدة لبريطانيا العظمى وأيرلندا)، ولد في 26 أكتوبر 1922 في المملكة المتحدة، وتوفي في 2003.

## أعمال

### أفلام
- (1963) من روسيا مع الحب

## وصلات خارجية
- فرد وود على موقع IMDb (الإنجليزية)
- فرد وود على موقع قاعدة بيانات الفيلم (الإنجليزية)
- فرد وود على موقع كينوبويسك (الروسية)